# Орден Республіки (ПМР)
О́рден Респу́бліки — вища державна нагорода невизнаної Придністровської Молдавської Республіки, заснована указом Президента ПМР № 310 від 15 грудня 1994.

## Статут
Орден Республіки є вищою нагородою Придністровської Молдавської Республіки за особливо видатні заслуги в трудовій діяльності, захисту Придністровської Молдавської Республіки, розвиток дружби і співпраці між народами, зміцненні миру і інші особливо видатні заслуги перед Придністровською Молдавською Республікою та суспільством.
Орденом нагороджуються громадяни Придністровської Молдавської Республіки, підприємства, об'єднання, установи, організації, формування, військові частини, райони, міста та інші населені пункти.
Орденом можуть бути нагороджені й особи, які не є громадянами Придністровської Молдавської Республіки, а також підприємства, установи, організації, населені пункти іноземних держав.
Нагородження Орденом Республіки проводиться:
- за виняткові досягнення та успіхи у галузі політичного, економічного, науково-технічного і соціально-культурного розвитку суспільства, підвищення ефективності та якості роботи, за видатні заслуги у захисті, становленні та розвитку Придністровської Молдавської Республіки, зміцненні обороноздатності Республіки;

- за особливо важливі заслуги в розвитку дружби і співпраці з іншими державами;

- за особливо видатні заслуги в зміцненні миру, демократії і соціального прогресу;

- за інші особливо видатні заслуги перед Республікою і суспільством.

## Правила носіння
Орден носиться на лівій стороні грудей і за наявності інших орденів ПМР розташовується перед ними.

## Опис
Орден Республіки являє собою правильну восьмикутну зірку сріблястого кольору, в центрі якої розташований накладний медальйон золотистого кольору із зображенням герба Придністровської Молдавської Республіки. Основа ордену виготовляється з мідно-нікелевого сплаву, має рельєфний візерунок, оброблений силікатною емаллю блакитного кольору і облямівкою ромбічними променями золотистого кольору. Рельєф основи виділено хімічним чорнінням під «старе срібло».
Медальйон з зображенням герба Республіки і стрічкою «ОРДЕН РЕСПУБЛІКИ» виконаний з мідно-цинкового сплаву. На стрічці «ОРДЕН РЕСПУБЛІКИ» прокладено рубінова силікатна емаль, рельєф вінка медальйона виділено тонізуючою емаллю темного кольору. На зворотному боці ордена гравірується індивідуальний номер.
Основа ордена через вушко і овальну ланку кріпиться до п'ятикутної колодки, обтягнутої шовковою муаровою стрічкою зі смугами наступних кольорів — синя, червона, зелена, червона, синя. Ширина стрічки — 24 мм.

## Нагородження
- Кокойти Едуард Джабеєвич — президент Республіки Південна Осетія (21 червня 2006).
- Примаков Євген Максимович — радянський і російський політичний і державний діяч, президент Торгово-промислової палати Російської Федерації. Академік, член Президії РАН.
- Романова Марія Володимирівна — голова Російського імператорського дому (2009 рік).
- Садовничий Віктор Антонович — ректор МДУ (2000 рік).
- Хажеєв Станіслав Галімович — генерал-полковник, міністр оборони ПМР.
- Юстиніан Овчинников — єпископ Дубоссарський, вікарій Кишинівської єпархії (1996 рік).
- Перша гвардійська мотострілецька бригада  учасниця боїв на Дубоссарському напрямку.
- Перший окремий ордена Богдана Хмельницького інженерно-саперний батальйон — у травні 1992 перейшов під юрисдикцію Придністровської Молдавської Республіки.
- Місто Бендери — друге за величиною місто Придністровської Молдавської Республіки (1997 рік).
- Місто Тирасполь — столиця Придністровської Молдавської Республіки (2002 рік).
- Дмитро Олександрович Корчинський — український літератор (власне визначення), поет, політик,громадський діяч, журналіст, телеведучий. Лідер Всеукраїнської політичної партії «Братство».